# Institut de Ciències i Tècniques de les Yvelines
Fundada en 1992, l'Institut de Ciències i Tècniques de les Yvelines, també anomenada ISTY, és una Grande école d'enginyeria de França. Està situada a Vélizy-Villacoublay, França: Campus Universitat de Versalles Saint-Quentin-en-Yvelines.
L'ISTY és un establiment públic d'ensenyament superior i recerca tècnica.
L'Escola lliura el diploma d'enginyer de ISTY (Màster Ingénieur ISTY)

## Recerca
- TI
- Mecatrònica
- Sistemes electrònics encastats[2]